# Tarnawskie
Tarnawskie – przysiółek wsi Łukawiec w Polsce, położony w województwie podkarpackim, w powiecie lubaczowskim, w gminie Wielkie Oczy.
W latach 1975–1998 przysiółek należał administracyjnie do województwa przemyskiego.
Wierni Kościoła rzymskokatolickiego należą do parafii Parafia Objawienia Pańskiego w Łukawcu.